# Aída y vuelta
Aída y vuelta es una próxima película dirigida por Paco León y protagonizada por actores como Carmen Machi, Mariano Peña, Pepe Viyuela, Miren Ibarguren, Eduardo Casanova, Canco Rodríguez, Melani Olivares, Marisol Ayuso, David Castillo y Paco León. Ana Polvorosa, conocida por interpretar a Lorena García García "La Lore" se ausentará en este proyecto.Se trata de una adaptación cinematográfica de la serie de comedia Aída.
El rodaje de la película transcurrió entre los meses de marzo y abril de 2025.

## Reparto
- Carmen Machi como Aída García García.
- Paco León como Luis Mariano «Luisma» García García.
- Miren Ibarguren como Soraya García García.
- Marisol Ayuso como Eugenia García García «La Bim, Bam, Bum».
- David Castillo como Jonathan García García.
- Eduardo Casanova como Fidel Martínez González.
- Melani Olivares como María de la Paz «Paz» Bermejo.
- Mariano Peña como Mauricio Colmenero Sánchez.
- Pepe Viyuela como José María «Chema» Martínez.
- Adrián Gordillo como José Daniel Jaurrieta «El Mecos».
- Canco Rodríguez como Víctor Francisco Antolín Marín «Barajas».
- Pepa Rus como María Inmaculada «Macu» Colmenero.
- Secun de la Rosa como Antonio «Toni» Colmenero.
- Óscar Reyes como Osvaldo Witalcoche «Machupichu».
- Guillermo Vallvervú como Manolo «El kioskero».
- Sanseverina Lazar como Aida Padilla García «Aidita».
- Nestor Gutiérrez como Nestor «Aconcagua».